# Lithymnetoides
Archepseudophylla, Lithymnetes
Genre
Synonymes
- Lithymnetes Scudder, 1878
- Archepseudophylla Nel, Prokop & Ross, 2008

Lithymnetoides est un genre fossile d'insectes orthoptères de la famille des Tettigoniidae (super-famille des Tettigonioidea, sous-ordre des Ensifera). Il n'est représenté que par une seule espèce, Lithymnetoides laurenti.

## Classification
Le genre Lithymnetoides a été créé en 1983 par les paléoentomologistes Douglas Keith McEwan Kevan (d) (1920-1991) et Dennis C. Wighton (d),.

### Publication originale
- [1983] (en) D. Keith McE. Kevan et Dennis C. Wighton, « Further observations on North American Tertiary orthopteroids (Insecta: Grylloptera) », Revue canadienne des sciences de la Terre, Éditions Sciences Canada, vol. 20, no 2,‎ 1er février 1983, p. 217-224 (ISSN 1480-3313 et 0008-4077, OCLC 818994372, DOI 10.1139/E83-019). .